# Верхньоманоминське сільське поселення
Ве́рхньомано́минське сільське поселення (рос. Верхнеманоминское сельское поселение) — сільське поселення у складі Нанайського району Хабаровського краю Росії.
Адміністративний центр та єдиний населений пункт — село Верхня Манома.

## Населення
Населення сільського поселення становить 142 особи (2019; 201 у 2010, 221 у 2002).